# Вакар, Платон Модестович
Платон Модестович Вакар (1853—1928) — русский судебный и общественный деятель, действительный статский советник (1904).  Почётный мировой судья (1908) и почётный член Епархиального совета (1908).

## Биография
Родился в 1853 году в семье Модеста Алексеевича Вакара.
После окончания Николаевского кавалерийского училища в 1871 году начал службу в Белорусском гусарском полку. С 10 декабря 1871 по 28 сентября 1872 гг. был в отставке.
С 1872 года служил в Киевском губернском земском учреждении. С 1889 года был мировым посредником по крестьянским  делам, а с 1900 года — непременным членом Киевского губернского присутствия по крестьянским делам.
В декабре 1904 года был произведён в действительные статские советники.
С 1908 года состоял почётным мировым судьей Радомысльского округа, почётным членом Епархиального училищного совета. С 1914 года — член Киевского отделения крестьянского поземельного банка по выбору земства, член Киевской губернской землеустроительной комиссии.
В 1916 году при его выходе в отставку, по свидетельству дочери Елизаветы, «на службе его наградили орденом, который папа ценил больше остальных, ранее полученных, — орден „За 40-летнюю, беспорочную службу“ и ценный подарок — серебряный чайный набор: чайник, сахарница (которая мне служит все годы), молочник, ложка-ситечко с папиными инициалами — ПВ. Этот ящик с набором папа подарил мне в день моей свадьбы в 1924 году в Киеве».
Умер в 1928 году.

## Награды
- орден Святой Анны 3-й степени (1884);
- орден Святого Станислава 2-й степени (1891);
- орден Святой Анны 2-й степени (1900);
- Орден Святого Владимира 3-й степени (1911)

## Семья
Был женат на Евгении Давыдовне Лагутиной (1870—1920). Их дети:
- Надежда (1897—1991) — экономист, преподаватель Железнодорожного института, была замужем за профессором Александром Кондратьевичем Лапиным;
- Елизавета  (1901—1998) — чертёжник, художник, была замужем за профессором, доктором медицинских наук Дмитрием Николаевичем Матвеевым;
- Николай  (1894—1970) — член ЦК кадетской партии, заместитель  П. Н. Милюкова по газете «Последние новости»;
- Вера (1898—1969) — стенографист, экономист; была замужем за Михаилом Ермолаевичем Джапаридзе[1], а затем — за Георгием Христофоровичем Бабаевым[2] (управделами ЦК ВКПб Грузии в 20-30-е годы).

С 1904 года, вплоть до 1919 года семья Вакар ежегодно отдыхали на даче-усадьбе Белый Берег, которую глава семейства построил на земле, приобретённой у городского головы Радомысля помещика Гринцевича. Кроме этого, в 1912—1915 годах Вакары жили в Святошино.